# Mesosa rufa
Mesosa rufa är en skalbaggsart som först beskrevs av Stefan von Breuning 1935.  Mesosa rufa ingår i släktet Mesosa och familjen långhorningar. Inga underarter finns listade i Catalogue of Life.